# Sanosuke Sagara
Sanosuke Sagara (相楽 左之助?, Sagara Sanosuke) è un personaggio immaginario della serie manga e anime Kenshin - Samurai vagabondo creata da Nobuhiro Watsuki. Negli adattamenti anime è soprannominato Sano. Watsuki, essendo un fan della Shinsengumi, creò Sanosuke basando il suo nome e le sue caratteristiche su quello di un vero membro della Shinsengumi di nome Harada Sanosuke.
Ambientato durante una versione immaginaria del Giappone nel periodo pre-Meiji, Sanosuke è un ex membro dell'esercito Sekihō. Quando il gruppo viene distrutto dal governo Meiji, diventa un combattente su commissione per calmare la sua rabbia combattendo. Durante la sua introduzione nella serie, incontra il vagabondo Kenshin Himura, che lo sconfigge facilmente ed è in grado di convincerlo a interrompere il suo lavoro di mercenario e iniziare invece a proteggere le persone. Dopo quell'incontro, Sanosuke diventa il migliore amico di Kenshin e il suo partner nella maggior parte dei loro combattimenti.
Sanosuke appare nei film della serie e in altri media relativi al franchise di Rurouni Kenshin, tra cui una pletora di giochi elettronici e original anime video (OAV). Numerose pubblicazioni di anime e manga hanno commentato il personaggio di Sanosuke. Mania Entertainment ha elogiato lo sviluppo del suo personaggio, notando che diventa più affidabile e degno di fiducia man mano che la serie progredisce. SciFi.com lo ha definito "un'icona dei videogiochi" e ha notato come sia stato ritratto come una "figura tragica". Sanosuke è stato molto apprezzato dai lettori di Rurouni Kenshin, piazzandosi al secondo posto in ogni sondaggio di popolarità. Sono stati realizzati anche prodotti basati su Sanosuke, tra cui portachiavi e bambole di peluche.

## Creazione e concezione
Sanosuke è stata una delle ultime figure importanti della serie ad essere creata. Watsuki lo ha creato per essere il migliore amico di Kenshin, che è disposto a prenderlo a pugni quando è triste per farlo "svegliare" dalla sua tristezza. Sebbene Sanosuke sia un personaggio principale della serie, Watsuki sentiva di non poter scrivere tutto ciò che voleva su di lui, e pensava che renderlo il personaggio principale di una serie si sarebbe rivelato interessante.
Il personaggio è basato sul membro della Shinsengumi Harada Sanosuke. Watsuki descrive il motivo visivo di Sanosuke facendo riferimento al suo modello di design, Lamp, il personaggio principale di Susumu Sendo e Mashin Bōken Tan Lamp-Lamp di Takeshi Obata. Watsuki, lavorando come assistente al manga di Obata, ha formato il personaggio scarabocchiando su quaderni da disegno, aggiungendo e sottraendo elementi dal personaggio proposto "con la benedizione dell'artista originale, ovviamente". Un anziano Sanosuke è stato arruolato da Watsuki per apparire nel finale del manga, ma questa idea è stata scartata. Nell'arco narrativo finale del manga, il design è stato utilizzato per il padre di Sanosuke, Higashidani Kamishimoemon.
Nel luglio 2006, gli editori giapponesi di Rurouni Kenshin hanno pubblicato l'edizione kanzenban. Nel quinto kanzenban, Watsuki ridisegnò il personaggio di Sanosuke in una versione abbozzata. Per enfatizzare il suo odio per il governo Meiji, Watsuki ha disegnato il kanji giapponese per "male" (惡?, aku) sul retro della giacca di Sanosuke nella serie originale, ma nella riprogettazione kanzenban, il tatuaggio si trova all'interno dei suoi vestiti. A differenza del manga in cui Sanosuke usa uno zanbatō sovradimensionato come arma, Watsuki gli ha dato uno zanbatō storicamente più autentico; Una spada notevolmente più sottile e più lunga nel design. Gli diede anche un panno simile a un'armatura per farlo sembrare più un guerriero.
Il fatto che i doppiatori del libro CD, in particolare Tomokazu Seki e Megumi Ogata, che hanno interpretato rispettivamente Sanosuke e Kenshin nei libri CD, non abbiano ottenuto i loro ruoli corrispondenti nell'anime ha deluso Watsuki. Ueda, il doppiatore di Sanosuke nell'anime giapponese, ha commentato che doppiare Sanosuke negli original anime video è stato molto complicato perché il suo personaggio era notevolmente più vecchio e non ha recitato nel ruolo per un lungo periodo. Ha anche detto che gli sarebbe piaciuto vedere più combattimenti che coinvolgessero Sanosuke negli original anime video, ma era felice di vedere che Sanosuke era maturato come personaggio. Lex Lang, il doppiatore di Sanosuke nell'adattamento inglese dell'anime, ha commentato che la sua prima impressione di Sanosuke è stata come un personaggio guidato dalla lotta e motivato dalla rabbia, ma man mano che la storia continuava Sanosuke è diventato amichevole e più simpatico. Poiché la sua voce è notevolmente diversa da quella di Ueda, Lang cerca di creare la propria interpretazione del personaggio di Sanosuke. Lang ha notato che la scena dell'episodio 22 dell'anime, in cui Sanosuke ha paura di un treno perché crede che sia un demone, è stata la scena più divertente da registrare; ha aggiunto: "L'ho visto di recente e mi sono fatto delle grandi risate".
Nel produrre la versione doppiata in inglese della serie, Media Blasters ha scelto Lex Lang come doppiatore di Sanosuke. Durante la scrittura dei dialoghi di Sanosuke, Clark Cheng, l'autore della sceneggiatura del doppiaggio inglese, ha notato che il personaggio era più intelligente di quanto avrebbe voluto nei primi episodi, quindi Cheng ha cercato lentamente di cambiare i dialoghi del personaggio per far sembrare Sanosuke meno intelligente in modo che fosse più simile all'equivalente nella versione giapponese della serie.

## Biografia del personaggio
Nato nel febbraio 1860 a Nagano, Sanosuke è un ex membro dell'esercito Sekihō. Dopo aver ammirato il suo capitano Sagara Sōzō, prende il cognome Sagara da lui. Ma quando il governo rivoluzionario incontra problemi finanziari, etichetta l'esercito Sekihō come imbroglione al fine di "seppellire le loro promesse". Sōzō viene giustiziato, lasciando Sanosuke come uno dei pochi sopravvissuti. Consumato dall'odio per l'Ishin Shishi e dal senso di colpa per non essere stato in grado di proteggere il suo eroe, Sanosuke diventa un mercante di combattimenti a Tokyo. Nel corso dei successivi dieci anni, si guadagnò la reputazione di uno dei più forti combattenti della città. La distruzione dell'esercito Sekihō e la perdita di tutti i suoi amici ha fatto sì che Sanosuke odiasse il governo Meiji e indossa il kanji giapponese per "male" sul retro della sua giacca. Porta questo simbolo come segno della sua lealtà verso il suo passato nell'esercito Sekihō. Sanosuke usa un enorme zanbatō in battaglia, dandogli il soprannome di Zanza (斬左?). La lama non ha filo e Sanosuke la usa solo per distruggere e schiacciare i suoi avversari.
Nella sua introduzione nel manga, Sanosuke viene ingaggiato per combattere Kenshin, ma dopo che l'ex assassino lo sconfigge, viene a conoscenza della verità sull'approccio no-kill di Kenshin e diventa uno dei suoi alleati. Dopo che Kenshin lo ha sconfitto e ha rotto il suo zanbatō, Sanosuke decide di concentrarsi sul combattimento a mani nude. Quando il criminale Makoto Shishio cerca di conquistare il Giappone, Sanosuke aiuta Kenshin nella lotta contro di lui. Durante il suo viaggio a Kyoto per aiutarlo, Sanosuke fu addestrato nel kenpo da un monaco guerriero di nome Yūkyūzan Anji. Anji insegnò a Sanosuke una tecnica segreta chiamata Futae no kiwami (二重の極み? lett. "Padronanza dei due strati"). Futae no Kiwami è un'arte speciale in cui l'utente esegue due colpi in rapida successione con qualsiasi parte del suo corpo. Il primo colpo con l'articolazione interfalangea prossimale neutralizza la durezza del bersaglio, poi il secondo colpo, colpito con la falange prossimale, rompe il bersaglio prima che si riprenda dalla forza del primo colpo. Usando la sua padronanza di quest'arte con la mano destra gli permette di sconfiggere il terzo avversario più potente dell'esercito di Shishio: Anji.
Mesi dopo, in un atto di vendetta su Kenshin, Enishi Yukishiro finge la morte di Kaoru Kamiya. Kenshin perde la voglia di vivere e quando Sanosuke non riesce a raggiungerlo, si allontana da Tokyo. Nel suo vagabondaggio, si ricongiunge con la sua famiglia nella provincia di Shinano (Shinshū). Anni prima dell'inizio della serie, Sanosuke lasciò la famiglia all'età di 9 anni per unirsi all'esercito Sekihō.  Anche se non rivela la sua identità alla sua famiglia, dopo aver appreso della loro situazione di povertà, Sanosuke attacca un ex Ishin Shishi che stava maltrattando loro e la città. Durante questi combattimenti, la mano destra di Sanosuke viene danneggiata in modo permanente dall'uso eccessivo di Futae no Kiwami.  e supera questa disabilità quando scopre di usare entrambe le mani in successione che riduce l'impatto sulla sua mano danneggiata. Dopo aver protetto la sua famiglia, torna a Tokyo per salvare Kaoru con i suoi amici. Dopo un salvataggio riuscito, Sanosuke lascia il Giappone e viaggia per il mondo per evitare di essere arrestato per aver attaccato l'Ishin Shishi. Il manga termina con una lettera di Sanosuke ai suoi amici che sta tornando in Giappone per riunirsi con loro.

### Poteri e abilità
Sanosuke è un combattente di prim'ordine grazie alle sue abilità straordinarie: possiede una forza prodigiosa, dovuta al continuo uso della sua zanbato, arma incredibilmente pesante che però è in grado di maneggiare con molta scioltezza; anche dopo la distruzione di quest'ultima, Sanosuke mantiene invariata la sua forza, essendo in grado di scaraventare via una persona normale con un singolo pugno, o di sfondare tranquillamente un muro a mani nude.
La capacità più strabiliante di Sanosuke è tuttavia la sua grandissima resistenza fisica: egli è in grado di incassare colpi violentissimi, senza risentirne particolarmente e di continuare a combattere anche con ferite che ucciderebbero una persona comune.
Durante la saga di Shishio, volendo diventare più forte, Sanosuke si fa insegnare il Segreto del Doppio Colpo da Anji del juppongatana: tale tecnica consiste nel colpire un oggetto con due colpi in rapidissima successione, in grado di raggiungere il cuore della materia e frantumare facilmente qualsiasi struttura; tuttavia, in seguito alle lesioni alla mano riportate in vari scontri, Sanosuke inventa una variante del colpo in cui sorregge il polso destro con la mano sinistra, potendo così sfruttare la piena potenza del colpo senza effetti negativi.

## Altri media
In Kenshin - Samurai vagabondo: The Movie, Sanosuke aiuta a fermare il samurai Takimi Shigure dal rovesciare il governo Meiji come atto di vendetta. Negli original anime video della serie, gli viene dato un design più umanizzato e una personalità più emotiva. Nel non-canonico Ruroni Kenshin - Special Version, un Sanosuke più anziano scopre Kenshin gravemente ferito mentre è in viaggio in Asia e rimanda Kenshin a Tokyo da solo, contraddicendo lo sviluppo del suo personaggio da parte del suo creatore, Watsuki. Sanosuke è anche un personaggio giocabile in quasi tutti i videogiochi di Rurouni Kenshin ad eccezione di Jump Super Stars e Jump Ultimate Stars, in cui non è giocabile ma è disponibile come koma da battaglia.
In Kenshin il Vagabondo: Capitolo del tempo, Sanosuke viene ingaggiato da Takeda Kanryu per uccidere Kenshin, ma desidera solo combattere contro di lui. Dopo aver perso contro Kenshin, Sanosuke accetta di aiutarlo a prendersi cura del dojo di Kaoru.
Nella serie di film live-action Rurouni Kenshin, Sanosuke è interpretato da Munetaka Aoki.

## Accoglienza
Tra i lettori di Rurouni Kenshin, Sanosuke è stato popolare, essendosi classificato al secondo posto in ogni sondaggio di popolarità di Shonen Jump della serie e anche al quinto posto nel sondaggio "Kenshin's Biggest Rival" con tutti gli avversari di Kenshin. È stato pubblicato merchandising basato su Sanosuke, tra cui fasce per il sudore, portachiavi e bambole di peluche.
Diverse pubblicazioni di anime e manga hanno fornito sia elogi che critiche al personaggio di Sanosuke. Anime News Network ha affermato che il primo combattimento di Sanosuke nella serie contro Kenshin era stereotipato per una serie d'azione a causa delle differenze tra le personalità di Sanosuke e Kenshin e della musica utilizzata nell'anime che dà l'impressione che Kenshin avrebbe vinto. Nel Critical Survey of Graphic Novels: Manga, diversi scrittori hanno riconosciuto come sia Sanosuke che Yahiko trascorrano il loro tempo nella serie alla ricerca di modi per diventare più forti. Tuttavia, lo fanno per una ragione eroica che è quella di aiutare Kenshin. SciFi.com lo ha lodato per essere una buona fonte di sollievo comico e ha descritto il suo aspetto come un'icona dei videogiochi. Tuttavia, ha commentato che era una "figura tragica i cui goffi peccatucci hanno solide ragioni dietro di loro" a causa dell'incapacità di evitare la distruzione dell'esercito di Sekihotai e si sente in colpa per questo. Mania Entertainment ha elogiato lo sviluppo del personaggio di Sanosuke e la trasformazione da nemico di Kenshin in uno dei suoi amici più fedeli.  Chris Beveridge ha apprezzato le scene di combattimento di Restoration per il modo in cui Sanosuke è presentato più forte rispetto al manga originale, rendendo il suo duello con Kenshin più piacevole. Nell'original anime video Kenshin il Vagabondo: Capitolo del tempo, Mike Crandol di Anime News Network ha definito il design rivisto di Sanosuke "piuttosto imbarazzante", poiché Crandol ha ritenuto che il design originale del personaggio di Sanosuke fosse "forse troppo cartoonesco per tradursi bene in questo nuovo stile", mentre il "nuovo stile" è il "look decisamente più realistico" mostrato in tutti gli original anime video di Kenshin - Samurai vagabondo.
Il ruolo di Sanosuke nei film live-action è stato anche oggetto di commenti da parte degli scrittori. La recitazione di Munetaka Aoki è stata elogiata da Ko Ransom di Anime News Network, trovandola fedele al personaggio originale. Nick Creamer dello stesso sito ha anche notato come nel primo film live-action, la caratterizzazione di Sanosuke fosse identica a quella della serie originale in quanto inizialmente è un nemico di Kenshin ma in seguito diventa suo amico.  D'altra parte, Creamer ha criticato l'interpretazione di Sanosuke nel secondo film in quanto ha affermato che "tende a masticare lo scenario nelle sue apparizioni" al punto da trovarlo meno realistico. Per il film live-action Rurouni Kenshin: The Legend Ends, David West di Neo ha apprezzato la lotta di Sanosuke contro Anji, ma ha ritenuto che fosse troppo simile alla sua lotta contro il prete cristiano del primo film.